# Due autunni a Parigi
Due autunni a Parigi (in spagnolo Dos otoños en París) è un film del regista venezuelano Gibelys Coronado, basato sull'omonimo romanzo dello scrittore Francisco Villarroel.
Il film è stato presentato in anteprima al Bogotá Film Festival il 16 ottobre 2019. Il film è stato mostrato per la prima volta in Venezuela, alla conferenza stampa di Miradas Diversas - 1er. Human Rights Film Festival, 27 novembre 2019. È stato presentato alla cerimonia di apertura del Guayaquil International Film Festival, il 19 settembre 2020.

## Sinossi
Il film racconta la storia d'amore di Maria Teresa (María Antonieta Hidalgo) e Antonio (Slavko Sorman) quando erano giovani. Molti anni dopo è accaduta la storia d'amore, è autunno e Antonio (Francisco Villarroel) è arrivato a Parigi, in questo momento affronta i ricordi di un amore indimenticabile che lo ha segnato per sempre e ha cambiato il corso della sua vita. Arrivato a Parigi invitato a tenere una conferenza sui diritti umani e nel viaggio che dall'aeroporto alla sala eventi, ricostruisce momento per momento, la storia d'amore vissuta da giovane con la bella Maria Teresa, una giovane paraguaiana, rifugiata politica fuggita dal suo Paese per salvarsi dalla criminale repressione della dittatura del sanguinario generale Alfredo Stroessner. In Paraguay, Maria Teresa faceva parte di un gruppo politico studentesco universitario, contraria alla dittatura, il cui capo era il suo fidanzato Ramon. Una notte, coinvolti in un'attività clandestina, sono stati arrestati dalla polizia militare del regime e rinchiusi in una prigione. Maria Teresa e Antonio si sono innamorati e hanno anche avuto l'idea di avere un figlio, ma nel momento di maggiore impegno e dedizione, il passato diventa presente cambiando tutto.

## Premi
Il film è stato candidato per il miglior film al Guayaquil International Film Festival, alla 13ª edizione del Dominican Global Film Festival e alla 12ª edizione del Latinuy Latin Festival.